# Ангелешть (Вранча)
Ангелешть, Ангелешті (рум. Anghelești) — село у повіті Вранча в Румунії. Входить до складу комуни Руджинешть.
Село розташоване на відстані 197 км на північ від Бухареста, 43 км на північ від Фокшан, 126 км на південь від Ясс, 104 км на північний захід від Галаца, 121 км на північний схід від Брашова.

## Населення
За даними перепису населення 2002 року у селі проживали 1315 осіб. Усі жителі села рідною мовою назвали румунську.
Національний склад населення села:
| Національність | Кількість осіб | Відсоток |
| -------------- | -------------- | -------- |
| румуни         | 1306           | 99,3%    |
| цигани         | 8              | 0,6%     |